# 謝家政
謝家政，廣東省肇慶府高要縣人，清朝政治人物、進士出身。
光緒二年，會試第101名，殿試登二甲第三十六名，授進士出身。后擔任瓊州教授。